# Jag vet vad du gjorde förra sommaren
Jag vet vad du gjorde förra sommaren (engelska I Know What You Did Last Summer) är en amerikansk skräckfilm från 1997 i regi av Jim Gillespie med Jennifer Love Hewitt i huvudrollen som Julie James. Filmen hade Sverigepremiär den 9 april 1998.

## Handling
Fyra ungdomar, Julie James (Jennifer Love Hewitt), Helen Shivers (Sarah Michelle Gellar), Barry Cox (Ryan Phillippe) och Ray Bronson (Freddie Prinze Jr.), är ute och kör bil en sommarnatt när de kör på en man. Panikslagna dumpar de kroppen vid en brygga och lovar varandra att inte berätta för någon annan om vad som hänt. 
Ett år senare får Julie ett anonymt brev där det står "Jag vet vad du gjorde förra sommaren". Snart inser de att en man klädd i regnkappa och huva förföljer dem. Med en stor fiskekrok börjar han mörda ungdomarna, en efter en.

## Rollista (i urval)
- Jennifer Love Hewitt - Julie James
- Sarah Michelle Gellar - Helen Shivers
- Ryan Phillippe - Barry Cox
- Freddie Prinze Jr. - Ray Bronson
- Johnny Galecki - Max Neurick
- Bridgette Wilson - Elsa Shivers
- Anne Heche - Melissa "Missy" Egan
- Muse Watson - Benjamin "Ben" Willis/Fiskaren
- Stuart Greer - David Caporizo, polis

## Produktion och mottagande
Jag vet vad du gjorde förra sommaren regisserades av Jim Gillespie, och är 100 minuter lång. Manuset skrevs av Kevin Williamson, som också skrev manuset i Scream, och är baserad på en roman (från 1973) av Lois Duncan. Filmen fick en uppföljare 1998, Jag vet fortfarande vad du gjorde förra sommaren. 2006 kom en tredje film i serien, I'll Always Know What You Did Last Summer. I februari 2023 kunde man avslöja att en fjärde film, med Jennifer Kaytin Robinson som ansvarig regissör, var under utveckling.
I början av filmen samlas de fyra vännerna på "Dawsons Beach", en referens till Dawson's Creek som också skrevs av Kevin Williamson.
Filmen blev ett genombrott för alla filmens huvudrollsinnehavare, som allihop hade varit mer eller mindre helt okända före filmen.